# قطعنامه ۱۳۹۰ شورای امنیت
قطعنامه ۱۳۹۰ شورای امنیت سازمان ملل متحد که در تاریخ ۱۶ ژانویه ۲۰۰۲ تصویب شد، سندی بین‌المللی دربارهٔ اوضاع در افغانستان است. این قطعنامه طی نشست ۴۴۵۲ام با ۱۵ رای موافق، ۰ مخالف و ۰ ممتنع تصویب شد.